# Acacia intsia
Acacia intsia é uma espécie de leguminosa do gênero Acacia, pertencente à família Fabaceae.